# Compressorhead
Compressorhead ist eine Hard-Rock- und Metal-Band aus Berlin. Bei der Besetzung handelt es sich ausschließlich um Roboter, die auf realen elektrischen und akustischen Instrumenten spielen. Sie wurden zum Teil aus recyceltem Metall gebaut.

## Geschichte
Die Roboter wurden zwischen 2007 und 2012 erbaut. Das erste Konzert der Band fand in Australien statt. In Deutschland wurde sie am 10. April 2013 bei der Musikmesse Frankfurt vorgestellt. Im November 2015 startete das hinter der Band stehende Team eine Crowdsourcing-Kampagne auf der Plattform Kickstarter, um 290.000 Euro für den Bau eines Roboters einzunehmen, der als Äquivalent zu einem Sänger fungieren sollte. Die Kampagne konnte allerdings nur etwas über 40.000 Euro erzielen. Trotzdem konnte im Jahr 2017 der Bau des Sängers Mega-Wattson realisiert werden, dem der kanadische Sänger John Wright, der auch als Songwriter von Compressorhead fungiert, seine Stimme lieh.
Auf dem 2016 veröffentlichten Album Wir sind Gott von Hämatom befindet sich der Song Offline – feat. Compressorhead. Im November 2017 erschien mit Party Machine das erste eigene Album.

## Stil
Compressorhead spielen überwiegend Cover-Songs von bekannten Bands aus den Bereichen Metal, Hard Rock und Punk wie beispielsweise Motörhead, AC/DC, Pantera und den Ramones. Das eigene Album Party Machine kann ebenfalls dem Hard Rock zugerechnet werden.

## Besetzung

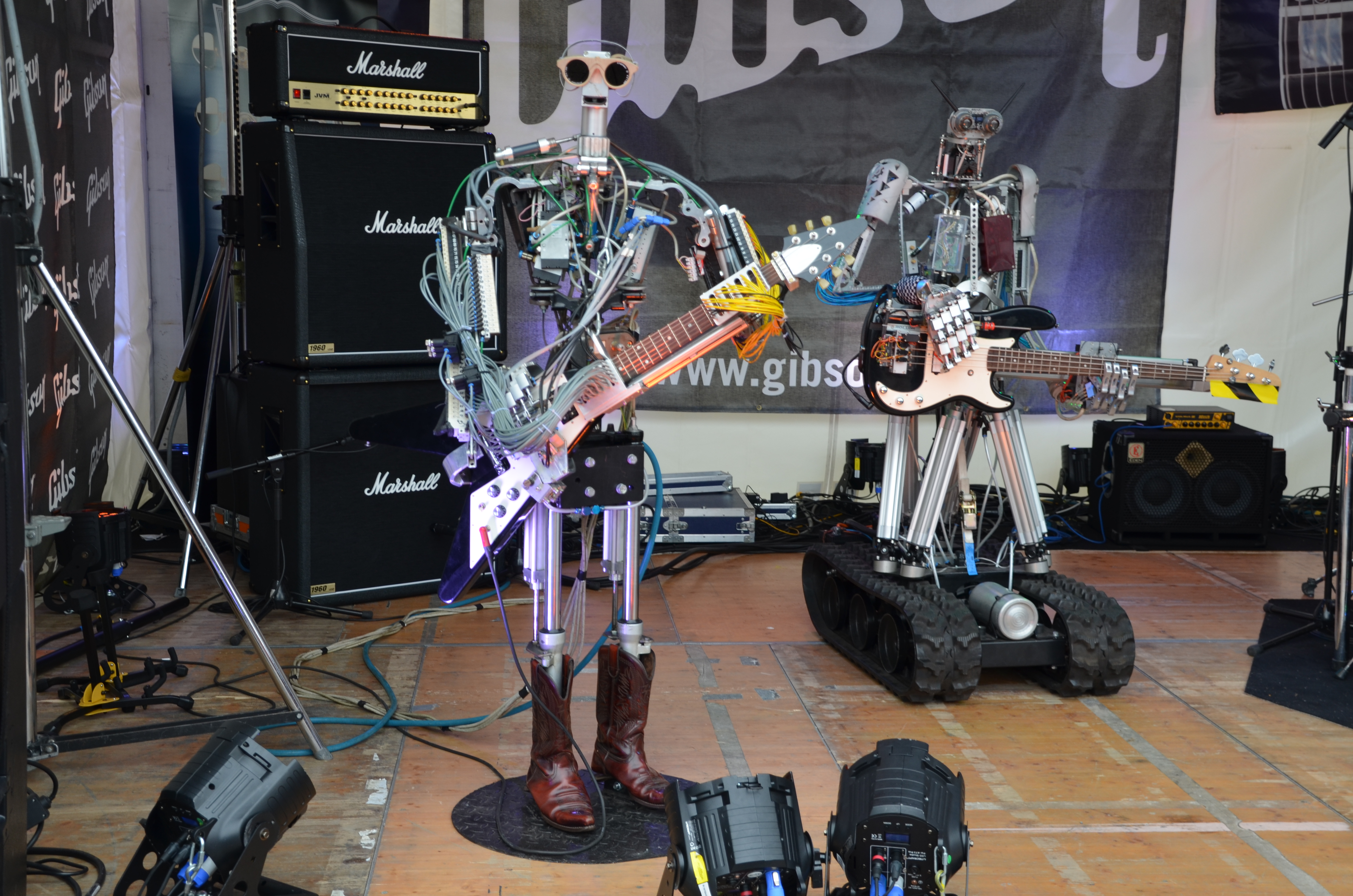
„Fingers“ (links) und „Bones“ (rechts)

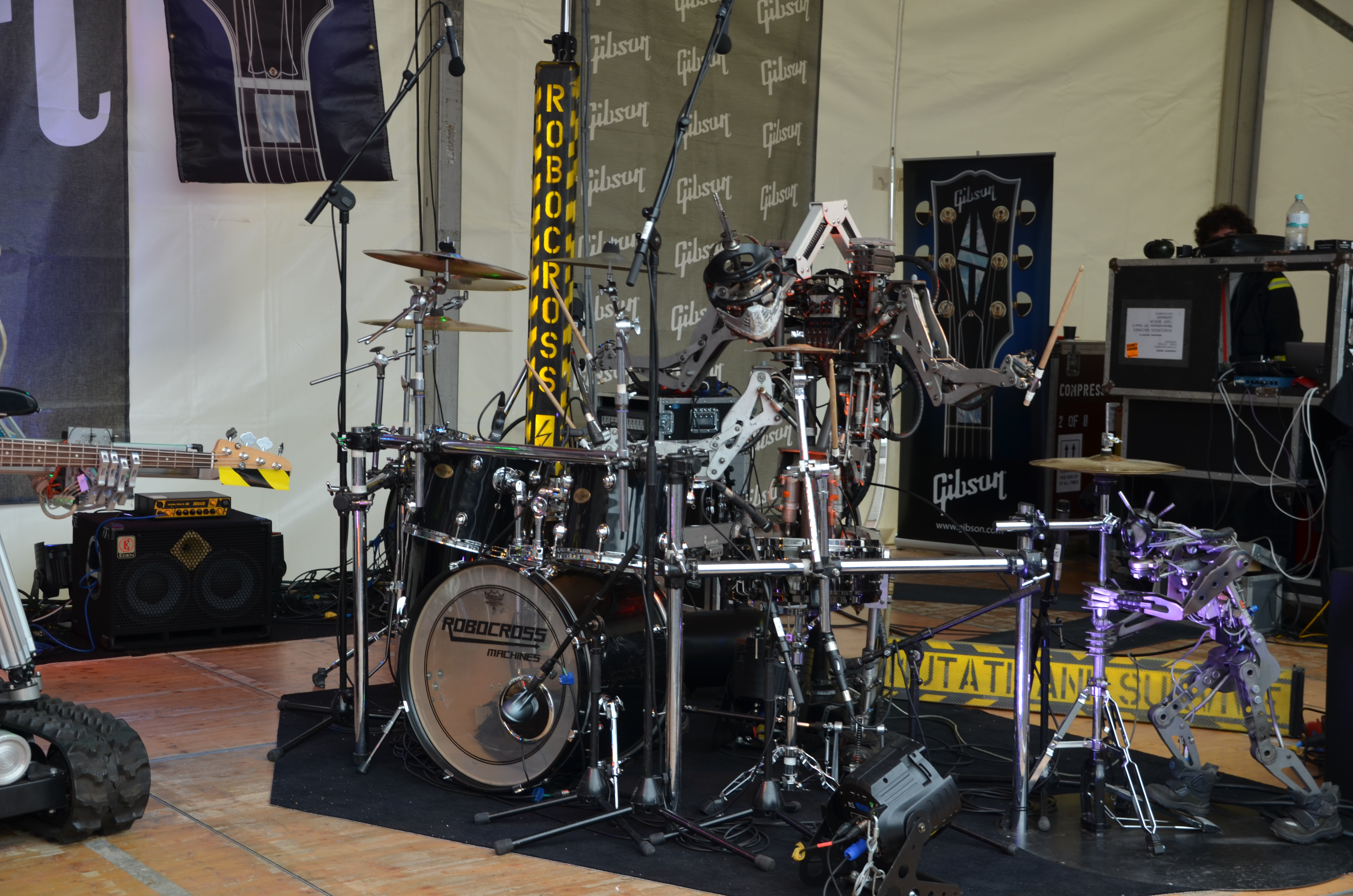
„Stickboy“ am Schlagzeug mit „Stickboy junior“ (rechts)

- „Fingers“ Gitarrist. Er ist mit zwei Händen mit zusammen 78 Fingern ausgestattet, die fest mit der Gitarre verbunden sind. Gebaut wurde er im Jahr 2009.
- „Bones“ Bassist. Er hat zwei Hände mit je vier Fingern, die aus einzelnen Gliedern bestehen. Die Spielhand kann mit speziellen Fingerspitzen die Saiten zupfen und die Greifhand die Tonhöhen greifen. Montiert auf einer mit Raupenketten ausgestatteten Plattform kann er sich auf der Bühne bewegen. Gebaut wurde er im Jahr 2012.
- „Stickboy“ Schlagzeuger. Er hat vier Arme, an denen die Stöcke befestigt sind. Mit zwei Beinen kann er die Fußmaschinen der Bassdrums spielen. Er besitzt eine Art Kopf mit einem aus Metall gefertigten Irokesenschnitt. Das Schlagzeug besteht aus bis zu 14 Instrumenten. Gebaut wurde er im Jahr 2007.
- „Stickboy junior“ Hi-Hat. Assistent des Schlagzeugers. Gebaut wurde er im Jahr 2007.
- „Mega-Wattson“ Gesang. 350 kg schwer. Gebaut wurde er im Jahr 2017.[3][4]
- „Hellga Tarr“ Gitarre, Backing Vocals. Gebaut wurde er im Jahr 2017.[3][4]